# 門希湖
53°17′2.02″N 12°32′3.73″E / 53.2838944°N 12.5343694°E
門希湖（德語：Mönchsee），是德國的湖泊，位於該國東北部，由梅克倫堡-前波美拉尼亞州負責管轄，處於梅克倫堡湖區縣，長1.5公里、寬0.9公里，面積0.91平方公里，海拔高度66米。